# La Fontenelle (Ille-et-Vilaine)
La Fontenelle is een voormalige gemeente in het Franse departement Ille-et-Vilaine (regio Bretagne) en telt 522 inwoners (2005). De plaats maakt deel uit van het arrondissement Fougères-Vitré. Sinds 1 januari 2019 maakt La Fontenelle deel uit van de nieuwe gevormde gemeente Val-Couesnon.

Kerk van La Fontenelle
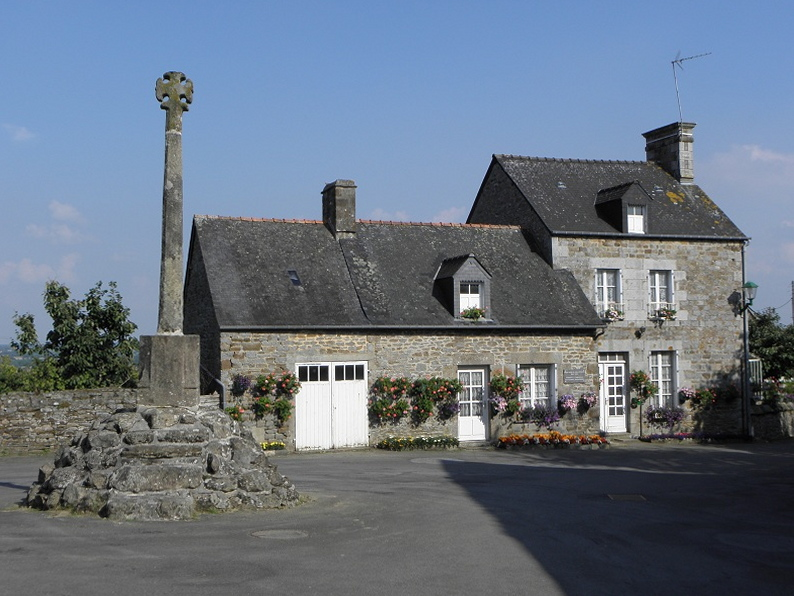
Geboortehuis van Jean Langlais

## Geografie
De oppervlakte van La Fontenelle bedraagt 12,3 km², de bevolkingsdichtheid is 42,4 inwoners per km².
De onderstaande kaart toont de ligging van La Fontenelle (Ille-et-Vilaine) met de belangrijkste infrastructuur en aangrenzende gemeenten.

## Demografie
Onderstaande figuur toont het verloop van het inwonertal (bron: INSEE-tellingen).